# Yōhei Kimura
Yōhei Kimura (木村 洋平 Kimura Yōhei?), conocido como ARM, es un compositor perteneciente a IOSYS, un conjunto musical japonés círculo doujin de Sapporo, en Japón. Es principalmente conocido por producir mezclas de música de las series de Touhou Project. Su estilos suelen ser de género Pop, Jazz, Rock, Metal, Trance, Hardcore techno, Electro y Breakcore.
En Konami, Youhei compuso canciones para algunos videojuegos de Bemani tales como: beatmania IIDX, BeatStream, GITADORA, REFLEC BEAT  y SOUND VOLTEX, así como también trabaja para la serie de anime HinaBitter, también creada por Konami.

## Música principal
La siguiente lista muestra las canciones que fueron creadas por el mismo autor y también con los artistas que trabajó para su elaboración:

### Arreglos Touhou
Nota: No necesariamente son licencias.
- チルノのパーフェクトさんすう教室
- 魔理沙は大変なものを盗んでいきました
- 鈴瑚のお団子ジャングルジム
- 楽しい夜のお茶会 - Ringo's Tea Party
- 向日葵サンセット
- 究極焼肉レストラン! お燐の地獄亭!
- コミカルなミシャグジとラジエーション(PUNK IT ver.)
- げきオコスティックファイナリアリティ ぷんぷんマスタースパーク
- 患部で止まってすぐ溶ける ～ 狂気の優曇華院
- マスパでシュッ☆メイドウィッチまりさちゃん
- 幻想郷DEMPASTICグリーティング
- シャ ビ ドゥ 素敵な恋の魔法
- のぼれ八坂坂！
- 雷鼓サンダービート
- 幽雅に咲かせ、墨染の桜 ～ Border of Life

### beatmania IIDX
- beatmania IIDX 19 Lincle
  - 突撃! ガラスのニーソ姫!

- beatmania IIDX 20 tricoro
  - カジノファイヤーことみちゃん

- beatmania IIDX 21 SPADA
  - 死神自爆中二妹アイドルももかりん(1歳)

- beatmania IIDX 22 PENDUAL
  - ぷろぐれっしぶ時空少女！うらしまたろ子ちゃん！

- beatmania IIDX 23 copula
  - ギョギョっと人魚♨爆婚ブライダル
  - 星屑ディスタンシア

- beatmania IIDX 24 SINOBUZ
  - ディッシュウォッシャー◎彡おいわちゃん

### BeatStream
- BeatStream
  - 爆なな☆てすとロイヤー
  - びいすと！
  - 忘却の旅路
  - 激メシ!!わがにゃの晩ごはん

- BeatStream アニムトライヴ
  - キャプテン・ムラサのケツアンカー
  - 分けるな危険！モモモモモモーイズム

### DanceDanceRevolution
- DanceDanceRevolution A
  - Come to Life (EXTRA EXCLUSIVE LV 4)
  - ENDYMION (EXTRA EXCLUSIVE LV A)
  - CHAOS Terror-Tech Mix (EXTRA SAVIOR)

### GITADORA
- GITADORA OverDrive
  - jkパラダイス

- GITADORA Tri-Boost Re:EVOLVE
  - †闇鍋☆ROCK†

### jubeat
- jubeat clan
  - Jazz is Rad

- jubeat plus / REFLEC BEAT plus
  - Sparkling☆ファンタジスタ！
  - アーティフィシャル・チルドレン
  - ホシヲコエテ
  - タイヨウノハナ

- jubeat plus
  - ユメとキボーとアシタのアタシ

### pop'n music
- pop'n music Sunny Park
  - 不思議の国のキングダム彼氏

- pop'n music ラピストリア
  - うさぬこぬんぬんファンタジー！

- pop'n music うさぎと猫と少年の夢
  - 乞い祈みの撫子

### REFLEC BEAT
- REFLEC BEAT groovin'!!
  - オタサー☆レボリューション

- REFLEC BEAT VOLZZA
  - いただき! 桃色ゾンビにあん

- REFLEC BEAT 悠久のリフレシア
  - 円環のヴァルキュリア -lopulla tragedia-

### SOUND VOLTEX
- SOUND VOLTEX BOOTH
  - Love♡Shine わんだふるmix
  - 恋する☆宇宙戦争っ!! あばばばみっくす
- SOUND VOLTEX IV: HEAVENLY HAVEN
  - OPEN MY GATE (Ω Dimension)

### Nostalgia
- Nostalgia V1
  - Pee-wee Boogie
- Nostalgia Op. 2
  - 熱砂のバザルドュズ

### HinaBitter
- 地方創生☆チクワクティクス
- ちくわパフェだよ☆CKP
- 激アツ☆マジヤバ☆チアガール
- ホーンテッド★メイドランチ
- けもののおうじゃ★めうめう
- 滅亡天使 † にこきゅっぴん
- めうめうぺったんたん！！
- 都会征服Girls☆
- 遠く遠く離れていても･･･

### Otros
- ドッキン☆サマーあばんちゅーる (Summer Diary 2015)